# Role Model (canción)
«Role Model» es la novena canción del rapero Eminem de su álbum The Slim Shady LP. La canción también aparece en Curtain Call: The Hits en el disco bonus Stan's Mixtape.

## Letra
Esta canción es en burla a sí mismo de su posición como un "modelo a seguir" (role model), con versos como "Yo bofetéo mujeres además de comer hongos y O.D." y "ató una cuerda alrededor de mi pene y saltó de un árbol" y repitiendo varias veces la frase "no quiero llegar a ser como yo", con más intensidad en el último verso que termina diciendo "es probable que quieran crecer y ser como yo". Curiosamente, la canción no salió como sencillo, sino como vídeo y una versión editada para las radios muy censurada. La canción también tiene un diss al rapero de horrorcore Cage Kennylz con la línea "me compré la cinta de Cage, la abrí y me doble sobre ella".

## Video musical
El video contiene un humor más negro y oscuro que "My Name Is", sencillo del mismo álbum. Se inicia con la introducción de Eminem, que está a punto de hacer un truco (imitando a Harry Houdini) de como escapar en un estilo de cine mudo, después hay escenas de Eminem como sacerdote (que se sienta incómodo con los jóvenes en la iglesia en un dormitorio y luego con una prostituta), un oficial de policía que detiene a una persona por posesión de Norman Bates, también como el mismo hombre y un superhéroe en dibujos animados, mostrándolo al final peleando con el Gallo Claudio. Al final del video, el truco de escape no funciona y el personaje de Eminem al parecer se ahoga.
La edición del vídeo está editada de manera diferente que en la versión original de The Slim Shady LP. La versión editada de The Slim Shady LP se censuran las groserías, mientras que la edición del vídeo cambia la letra censurando gran parte del video con el contexto original.